# Wendy Lewis
Wendy Lewis (Chicago, ...) è una cantante statunitense, sotto contratto con la Terramiamusic.

## Discografia Parziale

### Album Studio
- 2006 - Wishing for a miracle

### Con i Jestofunk
- 2003 - Seventy Miles From Philadelphia

### Partecipazioni in altri album
- MTV Lounge Volume V"-2003
- Supperclub Compilation VI"
- Montecarlo Nights Compilation 2005

### Collaborazioni
- 2010 - Gianluca Damiano feat. Wendy Lewis - You Gotta Work
- 2011 - Mario Biondi feat. Wendy Lewis - Life is everything

### Altre collaborazioni
- Nek
- Ivana Spagna
- Irene Grandi
- Raf
- Alexia
- Mike Francis

## Filmografia
- 2006 - Il mio miglior nemico, regia di Carlo Verdone